# Francisco Menéndez (franciscano)
Francisco Menéndez (Villaviciosa, 1740-1750 - Ocopa (Perú), 5 de julio de 1801) fue un misionero y explorador franciscano enviado como misionero al Virreinato del Perú, luego de la expulsión de los jesuitas. Posteriormente viajó a Chiloé en compañía de otros sacerdotes.
Desde el más austral de los poblados españoles, Menéndez dirigió tres exploraciones a las desconocidas tierras del sur de Chile: en octubre de 1779 llegó hasta la laguna de San Rafael; en diciembre de 1783 se internó por el fiordo Comau hacia el interior siguiendo el lecho del río Vodudahue hasta alcanzar la cima de las cordillera, y por último en noviembre de 1786 y el 19 de enero del año siguiente, siguiendo la misma ruta.